# James Root

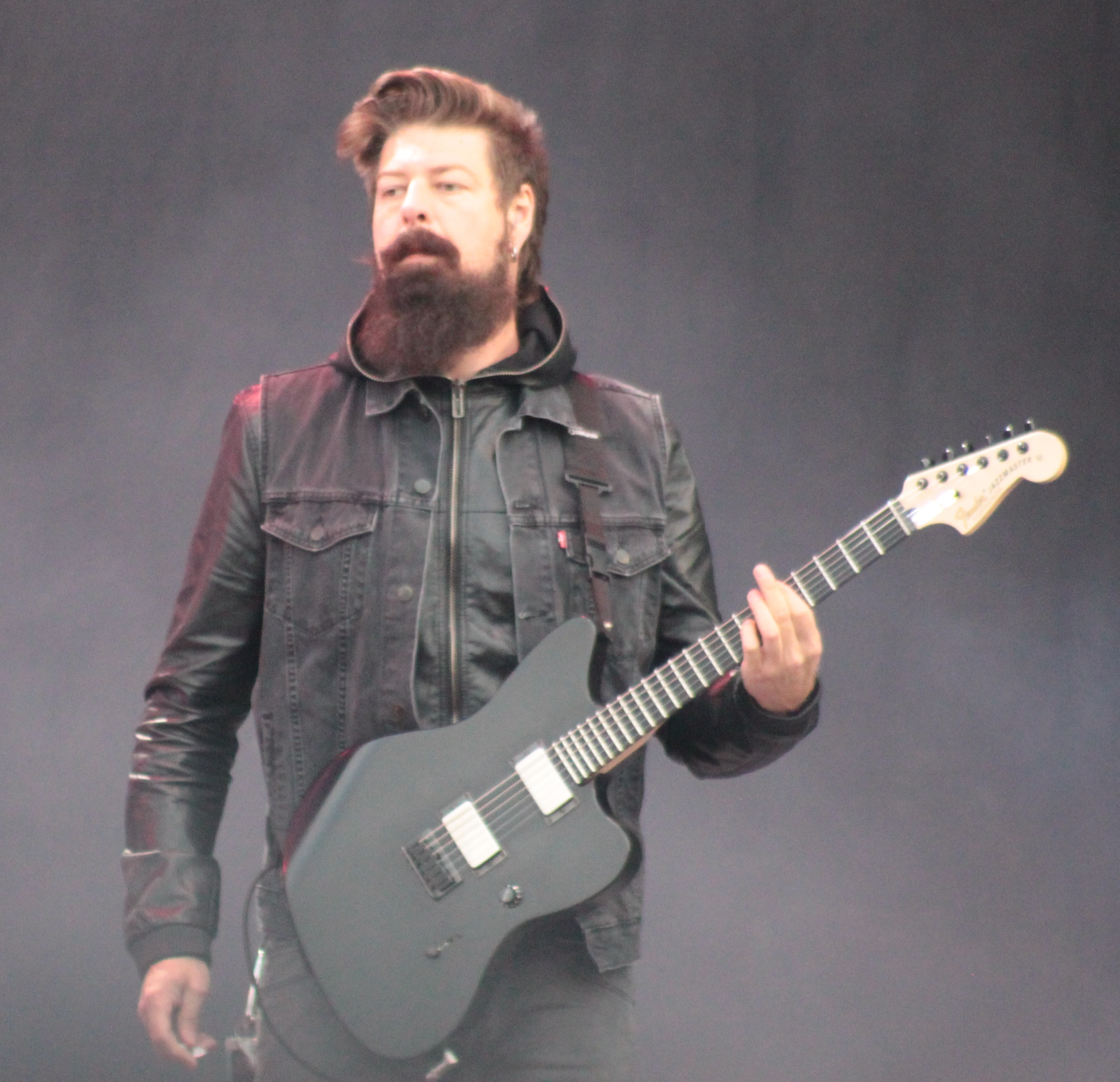
Jim Root live mit Stone Sour beim Hellfest 2013

James „Jim“ Root (* 2. Oktober 1971), auch als #4 bekannt, ist ein US-amerikanischer Gitarrist. Er ist einer von zwei Gitarristen der Metal-Band Slipknot und war langjährig auch bei Stone Sour aktiv.

## Biographie
James Root wuchs in Des Moines zusammen mit späteren Mitgliedern der Band Slipknot auf, der er 1999 auf Wunsch von Sänger Corey Taylor beitrat, nachdem der bisherige Gitarrist Josh Brainard die Band kurz zuvor verlassen hatte. Zwischen 2004 und 2017 war Root mit Cristina Scabbia, Sängerin der italienischen Metal-Band Lacuna Coil, liiert.
Root ist eines der Gründungsmitglieder von Atomic Opera, verließ die Band aber vor der Veröffentlichung des Debütalbums.

## Maske bei Slipknot

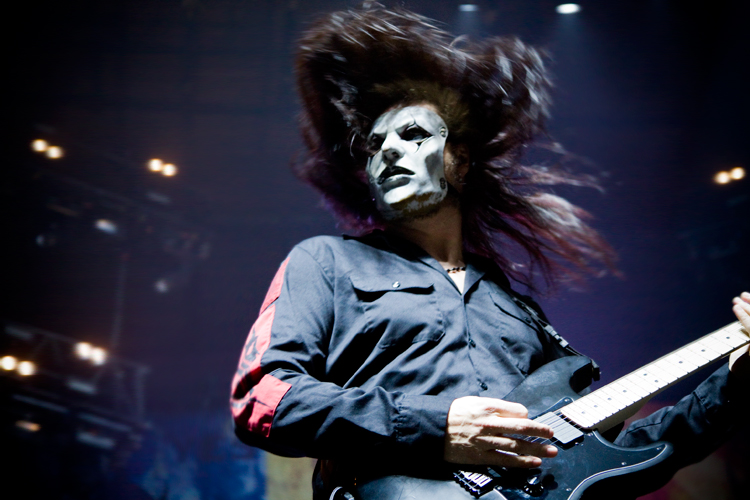
Root bei Slipknot (2009)

Wie jedes Mitglied von Slipknot trägt auch Root bei den Auftritten eine Maske. Zuerst war es eine schwarze Bondagemaske mit pinkfarbenen Haaren, die er von Josh Brainard übernahm und die den größten Teil seines Kopfes verdeckte. Aktuell ist es eine weiße Gauklermaske, ähnlich einer Totenmaske mit starren Gesichtszügen.

## Equipment
Root spielt sowohl bei Slipknot als auch bei Stone Sour Gitarren seiner Signaturemodelle von Fender. Hierbei handelt es sich um stark modifizierte, auf seine Musikstilrichtung abgestimmte Stratocasters, Telecasters und Jazzmasters, die sich durch verwendete Hölzer, nämlich Mahagoni anstatt Esche, und Tonabnehmerbestückung (zwei aktive EMG Humbucker anstatt der typischen Fender-Singlecoils) von den Serienmodellen unterscheiden. Weiterhin fehlt der bei anderen Fendermodellen vorhandene Master-Tone-Regler. Alle drei Gitarrenmodelle existieren jeweils in schwarzer und weißer Farbe. Bei Liveauftritten benutzt Root außerdem verschiedene Gitarren der Hersteller Jackson, Charvel, Ibanez und PRS, sowie eine Custom Telecaster und eine Gibson Flying V.
Er benutzt weiterhin Orange Rockerverb 100 Mk II als Verstärker mit Orange PPC412 Speaker Cabinets. Er benutzt außerdem Vor- und Endstufen von Rivera, Bogner, Budda und Randall.